# Обербодніц
Обербодніц (нім. Oberbodnitz) — громада в Німеччині, розташована в землі Тюрингія. Входить до складу району Заале-Гольцланд. Складова частина об'єднання громад Гюгелланд/Телер.
Площа — 6,51 км2. Населення становить 228 ос. (станом на 31 грудня 2021).

## Галерея

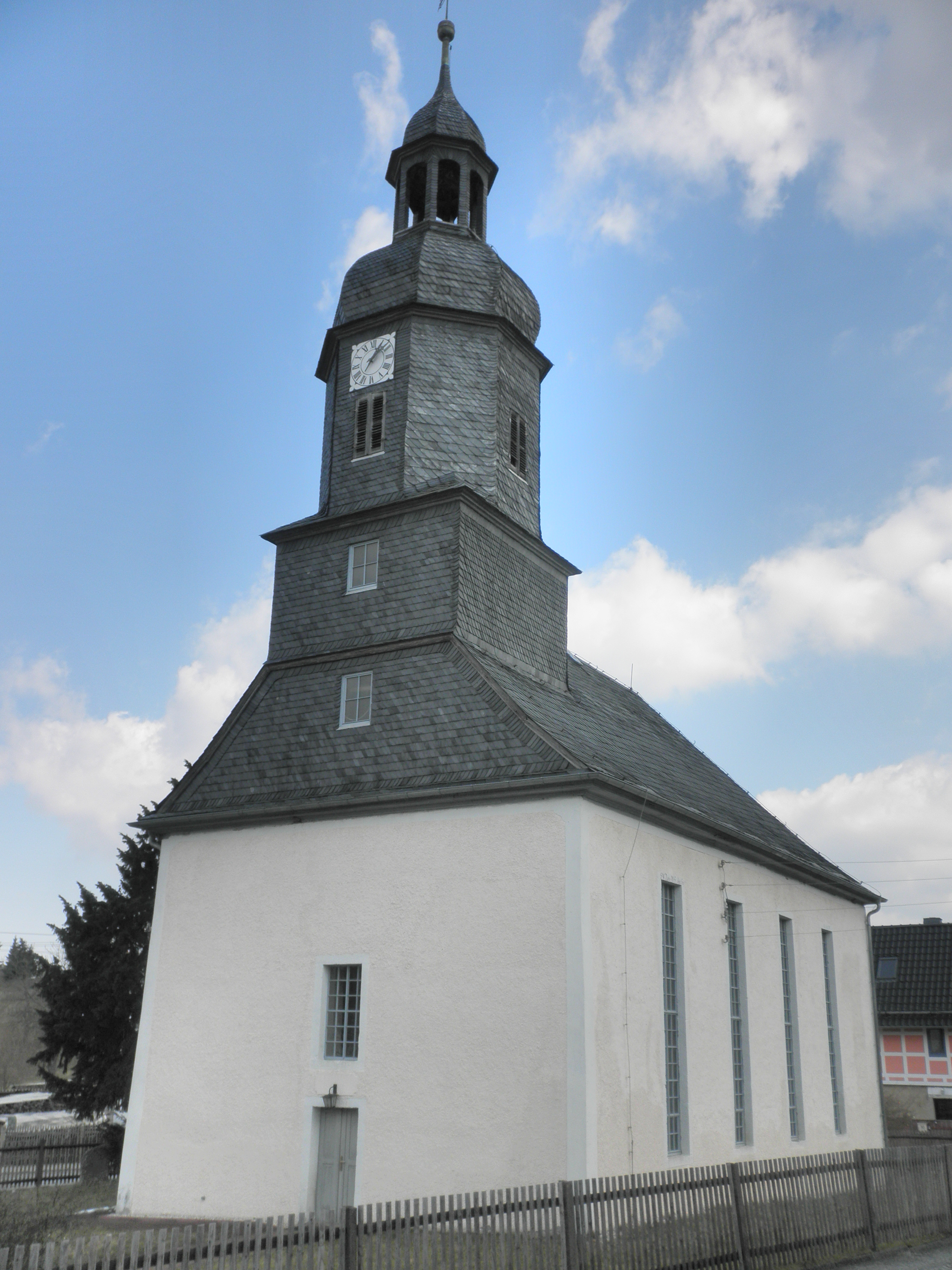
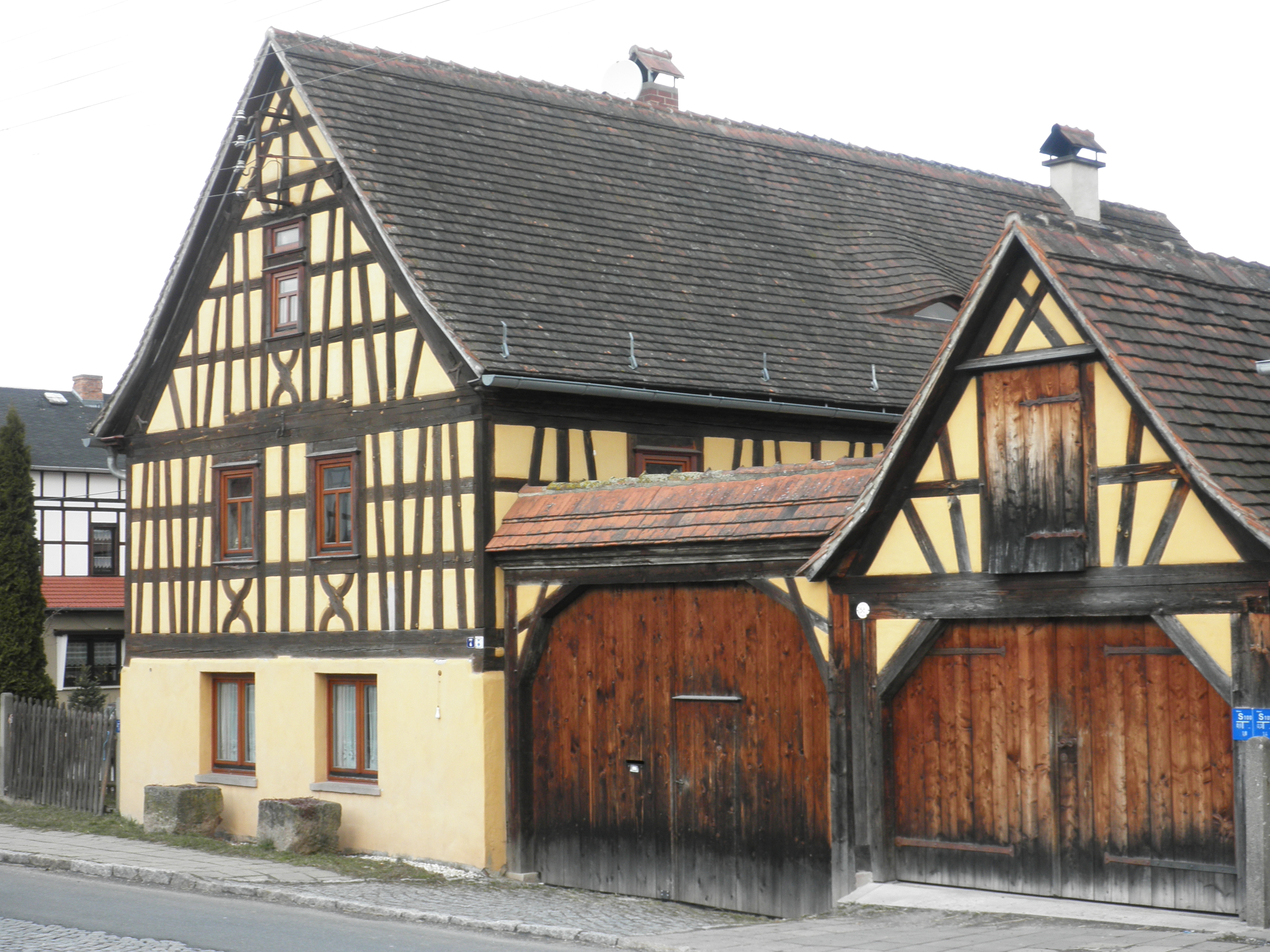